# Saň
Saň, bis 1947 Zahne, ist ein Ortsteil der Gemeinde Višňová in Tschechien. Er liegt neun Kilometer nordwestlich des Stadtzentrums von Frýdlant unmittelbar an der polnischen Grenze und gehört zum Okres Liberec.

## Geographie
Saň befindet sich am westlichen Abfall des Königshainer Rückens im Isergebirgsvorland. Das von Wald umschlossene Dorf liegt an einem Hang linksseitig des Grenzbaches Saňský potok (Zahnebach). Nördlich erheben sich die Sedlákovy Lhoty (Jäkelberg, 313 m), südöstlich die Pohanské kameny (Hain, 297 m), im Süden die Działoszynka (329 m) sowie nordwestlich der Větrný (Lohnberg, 385 m).
Nachbarorte sind Andělka im Norden, Loučná im Nordosten, Filipovka im Osten, Michalovice und Předlánce im Südosten, Wolanów und Wyszków im Süden, Trzcieniec im Südwesten, Działoszyn und Posada im Westen sowie Bratków, Lutogniewice und Andělka om Nordwesten.

## Geschichte
Auf einem westlichen Ausläufer der Sedlákovy Lhoty zwischen Saň und Loučná befand sich im 9. und 10. Jahrhundert eine slawische Burgwallanlage, die Ähnlichkeiten mit der Slawenburg Tornow aufweist.
Erstmals urkundlich erwähnt wurde der Ort im Jahre 1457, als die Brüder Ulrich IV., Wenzel und Friedrich von Bieberstein auf Friedland dem Besitzer des Lehngutes Lautsche, Heinrich von Grießlau, die Mühle in der Zahne zum Kauf anboten.
Ein Teil der Häuser in der Zahne lag auf den Fluren von Lautsche, die sich vom Jäkelberg bis ins Tal erstreckten. Auf dem Lautscher Anteil wurde seit 1603 eine Mühle betrieben, ob es sich dabei um die bereits 1457 erwähnte handelte, ist nicht feststellbar. Seit dem Prager Frieden von 1635 lag Zahne unmittelbar an der im groben entlang des Zahnebaches verlaufenden Grenze zum Kurfürstentum Sachsen, de facto war der Landstrich südlich von Zahne in Folge der Weigsdorfer Teilungen so zersplittert, dass dort sich dort anlang der Flurgrenzen böhmische und sächsische Huben abwechselten. Mit dem Aufkauf des Gutes Lautsche durch Franz Ferdinand von Gallas wurde 1691 ganz Zahne nach Friedland untertänig.
Im Jahre 1832 bestand Zahne aus 32 Häusern mit 155 deutschsprachigen Einwohnern. Im Irts gab es eine Wassermühle. Pfarr- und Schulort war Engelsdorf. Durch den Haupt-Gränz- und Territorial-Recess zwischen dem Königreich Sachsen und dem Kaisertum Österreich vom 5. März 1848 bildete der Zahnebach nun auch die tatsächliche Landesgrenze zu Sachsen. Bis zur Mitte des 19. Jahrhunderts blieb Zahne der Allodialherrschaft Friedland untertänig.
Nach der Aufhebung der Patrimonialherrschaften bildete Zahne ab 1850 einen Ortsteil der Gemeinde Engelsdorf im Bunzlauer Kreis und Gerichtsbezirk Friedland. Zugleich wurden Zahne, Philippsthal und Lautsche mit Engelsdorf zu einer Katastralgemeinde vereinigt. Ab 1868 gehörte Zahne zum Bezirk Friedland. Da Landwirtschaft nur eingeschränkt möglich war, arbeitete der größte Teul der Bewohner in den Fabriken der Umgebung. Zum Ende des 19. Jahrhunderts erwarb der aus der benachbarten sächsischen Oberlausitz stammende Müller Franz Schwarzbach die Zahner Mühle und betrieb dort auch eine gutgehende Bäckerei, die ihr Brot bis nach Friedland verkaufte. In dieser Zeit wurde das idyllisch inmitten von Wäldern hinter der Grenze gelegene Dorf zunehmend zum Ziel von Ausflüglern aus Sachsen. Josef Bürger eröffnete in Zahne daraufhin ein Gasthaus, in dem er nicht nur böhmisches Bier ausschenkte, sondern auch einen Krämerladen und eine Trafik betrieb. Nach dem Ersten Weltkrieg übernahm Karl Hermann, der selbst auch musizierte, das Gasthaus und erweiterte es um einen Tanzsaal. Zahne entwickelte sich bis zum Zweiten Weltkrieg zu einer Sommerfrische. Bei den Tanzabenden im Gasthaus Karl Hermann traf sich die Jugend aus den umliegenden böhmischen und sächsischen Ortschaften. Nach dem Münchner Abkommen erfolgte 1938 die Angliederung an das Deutsche Reich; bis 1945 gehörte Zahne zum Landkreis Friedland. Nach dem Ende des Zweiten Weltkrieges kam Zahne zur Tschechoslowakei zurück und lag zugleich an der neuen undurchlässigen Grenze zu Polen. Die Müllerfamilie Schwarzbach wurde 1945 enteignet, die Mühle und Bäckerei blieben stillgelegt und wurde dem Verfall überlassen. In den Jahren 1946 und 1947 wurden die meisten deutschböhmischen Bewohner vertrieben. 1947 erhielt das Dorf den neuen Namen Saň. Wegen der Grenzlage wurde Saň nur in geringem Umfang wiederbesiedelt. Ein Teil der Häuser einschließlich der Mühle verfiel und wurde abgerissen. Im Zuge der Auflösung des Okres Frýdlant wurde es 1960 dem Okres Liberec zugeordnet. Am 1. Juli 1980 wurde Saň zusammen mit Andělka nach Višňová eingemeindet. 1991 hatte Saň vier Einwohner. Im Jahre 2001 bestand das Dorf aus elf Wohnhäusern, in denen wiederum vier Menschen lebten. Insgesamt besteht Saň aus elf Häusern, die fast alle nur als Ferienhäuser genutzt werden.

## Ortsgliederung
Der Ortsteil Saň ist Teil des Katastralbezirkes Andělka.

## Sehenswürdigkeiten
- Starý hrad (Altes Schloss), slawischer Burgstall, nördlich von Saň
- Der Heidenstein (Pohanské kameny), markante Gruppe von Granitfelsblöcken auf dem Hain